# Dariusz Dudka
Dariusz Dudka (Kostrzyn nad Odrą, 9 de dezembro de 1983) é um ex-futebolista polaco que é auxiliar técnico no Lech Poznań.

## Titulos
Amica Wronki
- Supercopa da Polônia: 1999

Wisła Kraków
- Campeonato Polonês: (2007-2008)

Lech Poznań
- Supercopa da Polônia: 2015